# Togg T10X
Der Togg T10X ist ein vollständig elektrisches C-Segment-SUV des türkischen Herstellers Togg. Togg begann 2022 mit der Produktion des T10X, dem ersten von fünf Modellen des Herstellers, die bis 2030 produziert werden sollen. Die Auslieferungen auf dem türkischen Heimatmarkt begannen im April 2023.

## Namensgebung
Der T10X hat eine Bezeichnung, die einem Modellcode bei Togg entspricht:
- Das „T“ steht für Türkei, das Herkunftsland des Fahrzeugs und von Togg;
- Die „10“ steht für das Kompaktsegment (C);
- Das „X“ steht für den Karosserietyp SUV.

## Übersicht
Das Fahrzeug wurde von dem türkischen Designer Murat Günak in Zusammenarbeit mit Pininfarina entworfen, basierend auf Toggs Anforderungen einschließlich eines Tulpenmotivs. Das Design des T10X greift mehrere Elemente der türkischen Kultur auf, insbesondere die Felgen und den tulpenförmigen Kühlergrill. Außerdem stellen die Nähte der T10X-Sitze eine Tulpe dar.

### Innenbereich

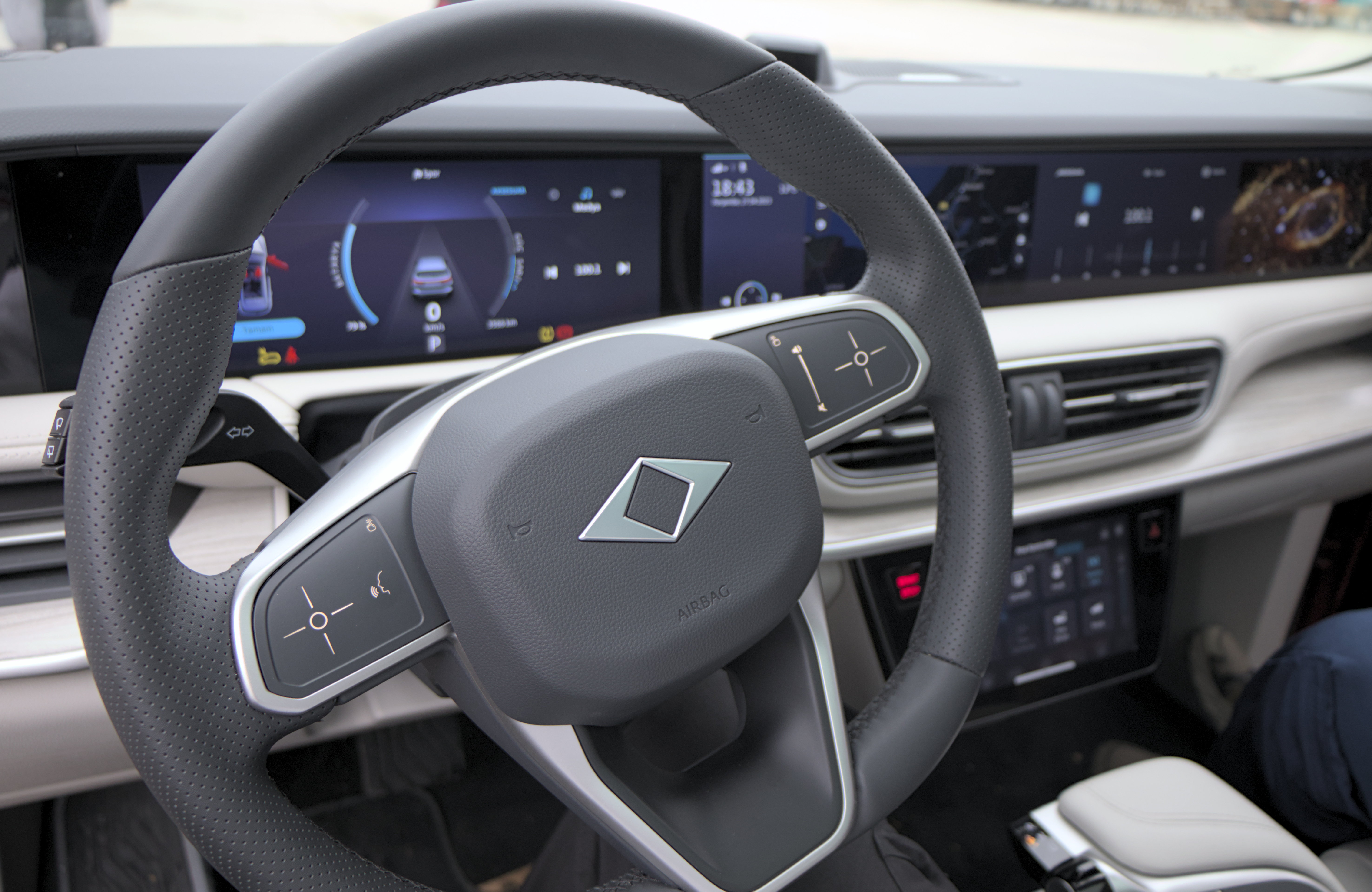
Innenraum

Der T10X verfügt über ein digitales 12-Zoll-Bordinstrument und einen zentralen Touchscreen, der auf einer 29-Zoll-Panoramascheibe ruht, die sich über die gesamte Breite des Armaturenbretts erstreckt. Hinzu kommt ein zweiter, weiter unten positionierter Touchscreen für den Zugriff auf die Einstellungen. Die Mittelkonsole in schwebender Form verfügt über einen seitlichen Drehschalter für das Getriebe, eine Taste für die elektronische Parkbremse, eine Bremskraftverstärkersteuerung und ein Touchpad. Zur Serienausstattung des Fahrzeugs gehört auch eine On-Board-Kamera mit Sprachaktivierung und -steuerung. Ein Infotainmentsystem, das künstliche Intelligenz und die digitale Plattform Trumore von Togg nutzt, beinhaltet ein Hausautomatisierungsystem (Smart Living) und ein Ubiquitous-Technologiesystem, das es dem Nutzer ermöglicht, zahlreiche Handlungen des täglichen Lebens auszuführen. Togg bietet optional ein Meridian-Soundsystem in seinem SUV an.

### Motoren

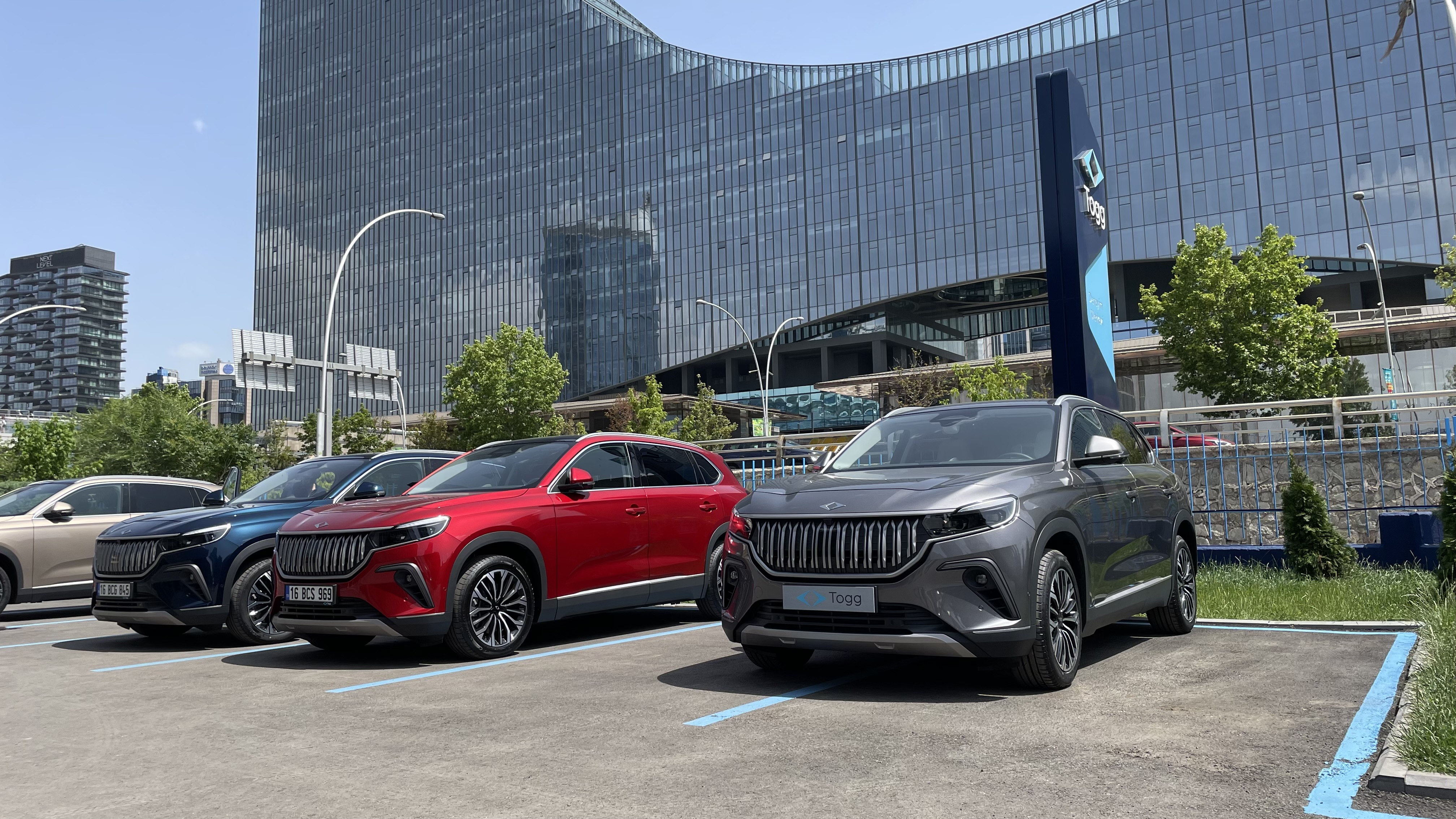
Verschiedene Farboptionen

Der T10X wird in zwei Antriebskonfigurationen angeboten, nämlich mit einem Elektromotor an der Hinterachse für Hinterradantrieb (RWD) oder mit zwei Elektromotoren an Vorder- und Hinterachse für Allradantrieb (AWD). Die Konfiguration mit Hinterradantrieb (RWD) und Elektromotor liefert 160 kW (218 PS) und 350 Nm Drehmoment und ermöglicht eine Beschleunigung von 0 auf 100 km/h in 7,6 Sekunden. Mit der Konfiguration im Allradantrieb (AWD) mit zwei Elektromotoren entwickelt das Auto eine Leistung von 320 kW (436 PS) und 700 Nm Drehmoment und beschleunigt von 0 auf 100 km/h in 4,8 Sekunden.
|                                            | Togg T10X RWD            | Togg T10X RWD            | Togg T10X RWD            |
| V1 Standard Range                          | V2 Standard Range        | V2 Long Range            |                          |
| ------------------------------------------ | ------------------------ | ------------------------ | ------------------------ |
| Motor                                      | Elektro                  | Elektro                  | Elektro                  |
| Motorleistung (kW)                         | 160                      | 160                      | 160                      |
| Motorleistung (ch)                         | 218                      | 218                      | 218                      |
| Drehmoment (N m)                           | 350                      | 350                      | 350                      |
| Aufbau der Übertragung                     | Hinterradantrieb         | Hinterradantrieb         | Hinterradantrieb         |
| Maximale Geschwindigkeit (km/h)            | 185                      | 185                      | 185                      |
| 0–100 km/h (s)                             | 7,4                      | 7,4                      | 7,8                      |
| Gewicht (kg)                               | 1949                     | 1974                     | 2126                     |
| Bremsen                                    | Gekühlte Scheibenbremse  | Gekühlte Scheibenbremse  | Gekühlte Scheibenbremse  |
| Aussetzungen                               | MacPherson               | MacPherson               | MacPherson               |
| Batterie                                   |                          |                          |                          |
| Type                                       | Lithium-ion              | Lithium-ion              | Lithium-ion              |
| Kapazität der Batterie (kWh)               | 52,4                     | 52,4                     | 88,5                     |
| Reichweite der Batterie (WLTP-Zyklus) (km) | 314                      | 314                      | 523                      |
| Verbrauch (kWh/100 km)                     | 16,7                     | 16,7                     | 16,9                     |
| Ladezeit                                   |                          |                          |                          |
| AC Ladestation                             | 195 Minuten              | 195 Minuten              | 345 Minuten              |
| DC Ladestation                             | 28 Minuten (20 bis 80 %) | 28 Minuten (20 bis 80 %) | 28 Minuten (20 bis 80 %) |

### Batterien
Togg bietet für das T10X zwei Batterieoptionen an. Man hat die Wahl zwischen einer Lithium-Ionen-Batterie mit einer Kapazität von 52,4 kWh für eine Reichweite von 314 km und einem Verbrauch von 16,7 kWh/100 km oder einer größeren Lithium-Ionen-Batterie mit einer Kapazität von 88,5 kWh für eine Reichweite von 523 km und einem Verbrauch von 16,9 kWh/100 km. Das T10X hat eine Ladekapazität von bis zu 180 kW mit einem DC-Ladegerät, wodurch die Batterie in 28 Minuten von 20 % auf 80 % aufgeladen werden kann. Mit dem normalen türkischen Elektrizitätsnetz (230 V) kann der Akku über Nacht voll aufgeladen werden. Die Batterien werden bei Siro in Gemlik in der Provinz Bursa hergestellt. Die Anlagen von Siro befinden sich neben dem Werk von Togg. Siro ist eine Tochtergesellschaft von Togg (zu 50 %), die in Partnerschaft mit dem Energieunternehmen Farasis Energy gegründet wurde. Die Batterie hat eine Garantie von 8 Jahren, und Farasis Energy sagt, dass die Zellen für 1 Million Kilometer reichen.

## Ausstattungsvarianten
Das T10X wird in zwei Ausstattungsvarianten angeboten. Die Einstiegsversion, V1 genannt, verfügt nur über eine Batterie mit einer Kapazität von 52,4 kWh, während die luxuriösere Version, V2 genannt, die Wahl zwischen einer Batterie mit 52,4 kWh und einer mit größerer Kapazität von 88,5 kWh bietet. Jede der beiden Ausstattungsvarianten bietet eine Gruppe von Optionen (Launch Package), die sich von Version zu Version unterscheiden.

## Sicherheit
Der Wagen soll den Standards des Fünf-Sterne-Bewertungssystems des European New Car Assessment Programme entsprechen. Bis Oktober 2023 hat NCAP die Tests jedoch noch nicht durchgeführt. Auf seinem Heimatmarkt ist die Geschwindigkeit auf 185 km/h begrenzt. Der T10X ist serienmäßig mit neun Airbags und einer Reihe von Advanced Driver Assistance Systems (ADAS) ausgestattet, die sich durch kontinuierliches Lernen und automatische OTA-Updates (Over-the-Air) weiterentwickeln können.

### Eigenständigkeit und Kommunikation
Laut Zorlu sind die Autos über 5G ständig mit dem Internet verbunden. Das Auto verfügt über einen adaptiven Tempomaten mit Stop-and-Go-Funktion, der in Verbindung mit einem Verkehrszeichenerkennungssystem, einem Spurhaltesystem, einem Spurhalteassistent, einem Frontal-, Heck- und Querverkehrswarner arbeitet. Das Fahrzeug verfügt außerdem über eine Surround-View-Kamera, einen Totwinkel-Assistenten, ein Fahrerassistenzsystem, eine fortschrittliche elektronische Stabilitätskontrolle und eine automatische Einparkhilfe.